# Семь святых основателей Бретани

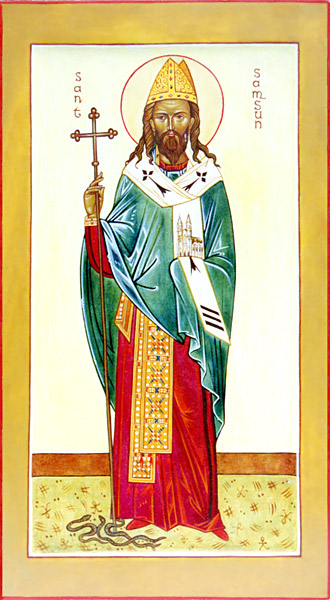
Святой Самсон Дольский

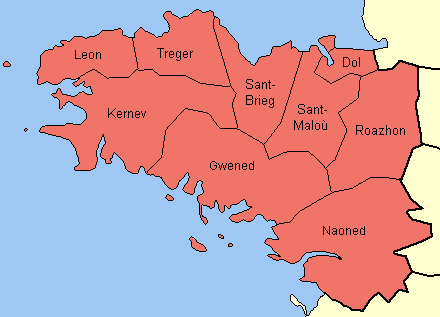
Исторические епархии Бретани

 Семь святых основателей Бретани  — группа святых Римско-Католической Церкви, живших в V—VI веках, в эпоху переселения бриттов с Британских островов. Эти святые сыграли значительную роль в становлении государства Бретань. Семь святых основали новые поселения, ставших основой формирования новых католических епархий и первоначальным местожительством переселенцев с британских островов. Эти епархии Римско-Католической церкви (наряду с Нантской и Реннской епархиями) просуществовали без изменений до Французской Революции.

## Семь святых основателей Бретани
- Павел Аврелиан — основал Сен-Поль-де-Леон;
- Бриак — основал Сен-Бриё
- Тудвал — основал Трегье
- Мало — основал Сен-Мало
- Самсон Дольский — основал Доль-де-Бретань
- Патерн — основал Ванн
- Корентин — основал Кемпер

## Почитание
В настоящее время в Бретани среди католиков существует особое почитание семи святых основателей Бретани, выражающееся в паломничестве, которое называется «Тро-Брейз», во время которого верующие поочерёдно посещают места их захоронения.